# Boa constrictor ortonii

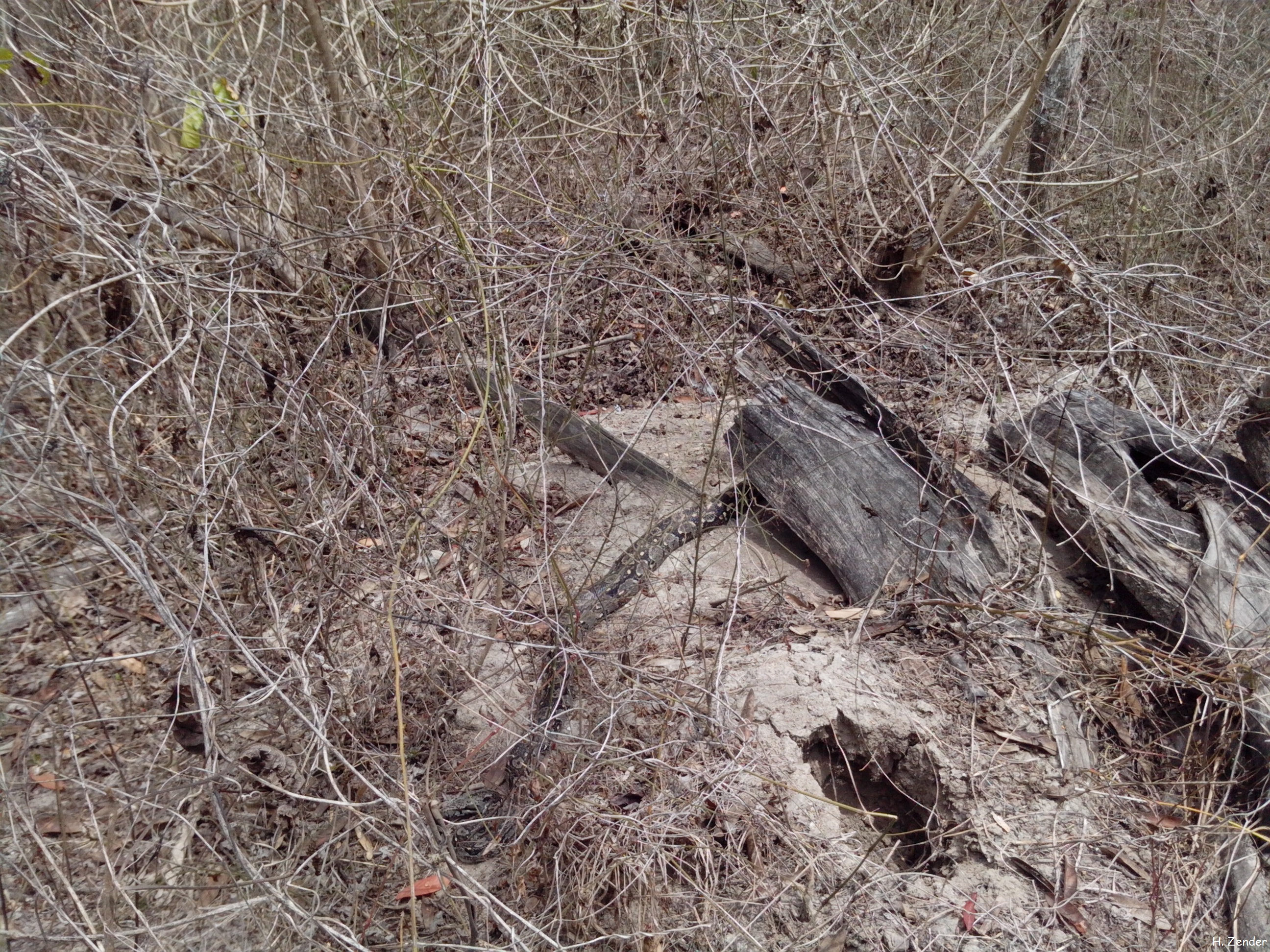
Boa del Bosque Seco Ecuatorial Tumbesino

Boa constrictor ortonii, llamada comúnmente boa peruana o boa macanche o Cristin Diana es una de las subespecies que integran la especie Boa constrictor, un gran ofidio que habita el noroeste de América del Sur.

## Distribución y hábitat
Esta subespecie es endémica del noroeste del Perú, en Tumbes, Piura, Cajamarca Lambayeque, y La Libertad.
Se distribuye desde el extremo sur de la provincia de Tumbes por el norte, hasta las regiones montañosas de La Libertad por el sur. El límite oriental es Cajamarca.

## Características

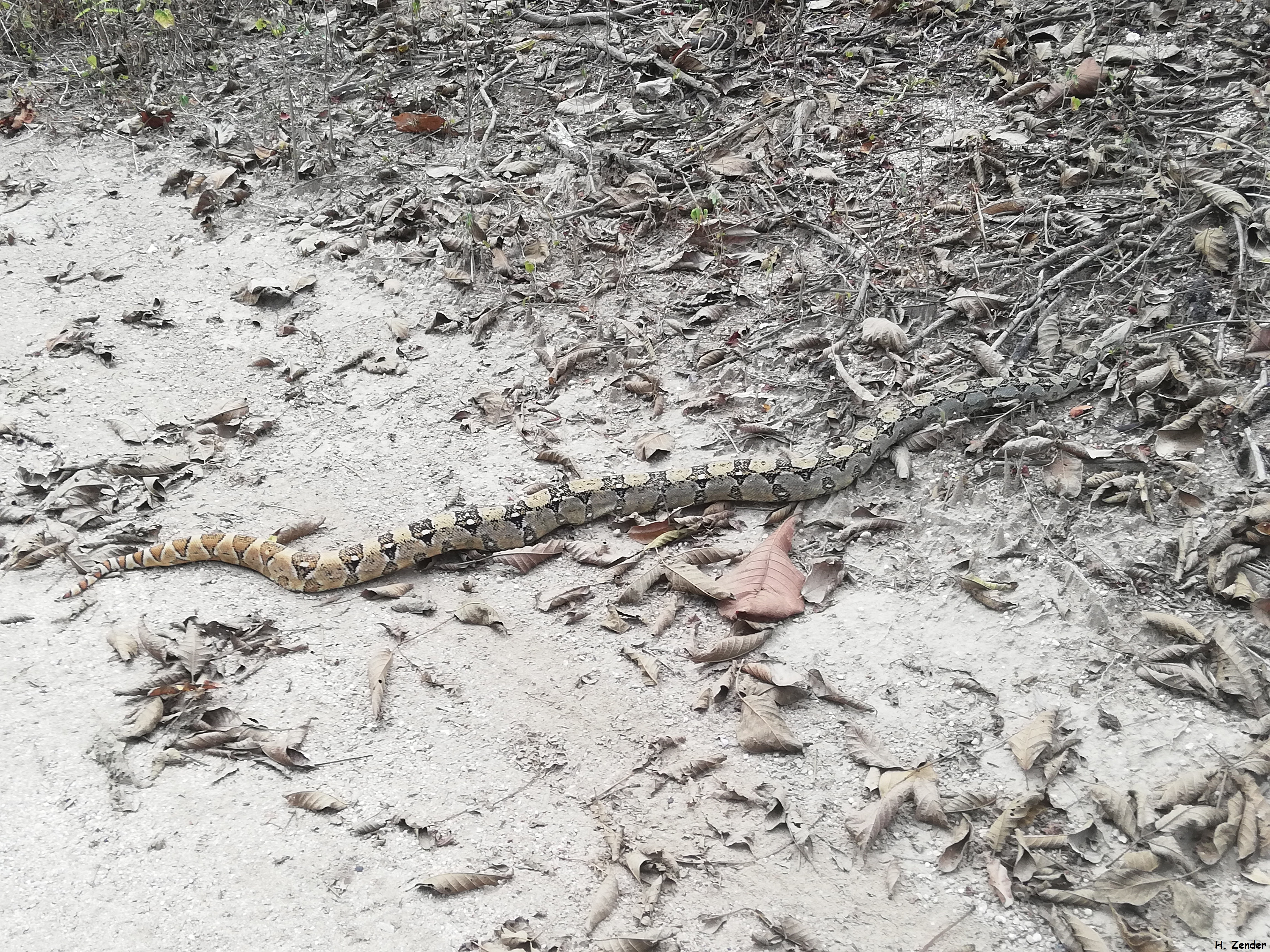
Bosque Seco Ecuatorial Tumbesino

- Escamas dorsales: ?
- Escamas ventrales: ?
- Escamas caudales: ?
- Número de manchas entre la cabeza y el ano: ?
- Promedio de las manchas dorsales longitudinales: ?

El dimorfismo sexual es pronunciado, pues las hembras son significativamente más grandes que los machos, con promedios de 280 cm. Los nativos han mostrado cueros que medían 11 pies. Es una boa de cuerpo pesado, macizo, musculoso y de apariencia fuerte y robusta. Su cola, algo prensil, es corta, algo menos en el macho pues aloja en ella a sus órganos copuladores. Los ojos son pequeños, con la pupila vertical, a causa de sus hábitos nocturnos. Su cabeza es triangular, con poderosas mandíbulas armadas de 4 hileras de largos dientes curvos en la superior, y dos hileras en la inferior.

## Taxonomía
Fue descrita en el año 1878 por Edward Drinker Cope. La localidad tipo es: «Chilete (Cajamarca), al oeste de Pacasmayo, Perú».
Esta subespecie se incluye, junto a varias otras, dentro de la especie Boa constrictor. Para algunos podría ser un sinónimo de Boa constrictor imperator.  Otros se inclinan a pensar que Boa constrictor longicauda sería sólo una variante de color de B. c. ortonii. Ambas presentas números de escamas en los mismos rangos.

## Costumbres

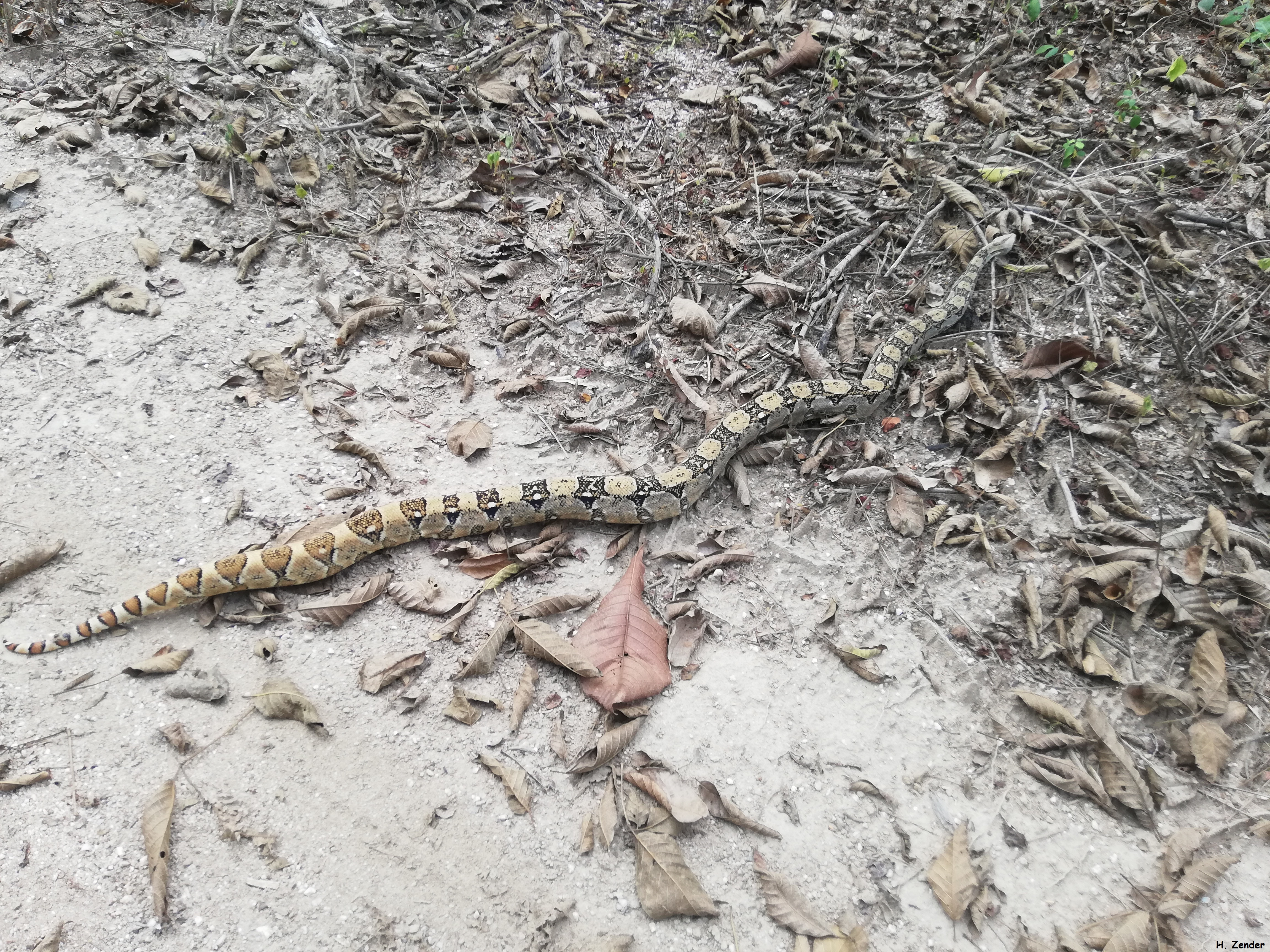
Boa del Bosque Seco Ecuatorial Tumbesino

Este taxón es mayormente terrestre, aunque suele trepar a los árboles para buscar un refugio. No habita en el agua ni en sus proximidades, aunque nada muy bien. Suele termorregular su temperatura con baños de sol. Es raro que logren vivir más de 20 años en el hábitat silvestre, pero en cautiverio su expectativa es de entre 30 a 40 años.
Normalmente vive en bosques secos. Soporta temperaturas invernales muy bajas, de alrededor de 8 a 17 °C.

## Alimentación
Esta gran boa sale de sus refugios a cazar generalmente al caer el sol, y durante toda la noche. Captura sus presas con la técnica del asecho; una vez asidos, los envuelve con su propio cuerpo, asfixiándolos, pues mata por constricción. Finalmente los animales son tragados enteros, siempre comenzando por la cabeza. Compite por las mismas presas con Epicrates cenchria. Su dieta se compone de grandes lagartos y de animales de sangre caliente, como aves y pequeños mamíferos. Si bien podría eventualmente llegar a capturar a un niño muy pequeño de los que comparten su hábitat, jamás se ha podido comprobar fehacientemente un ataque. Igualmente es un animal peligroso, por su mordedura aguda y su fuerza muscular.

## Reproducción
Pare sus crías vivas, luego de un periodo de gestación de unos 5 meses. La camada se compone de entre 6 a 43 crías, de aproximadamente 40 cm de longitud. Cada cría nace envuelta en una bolsa prenatal con forma de capa gelatinosa, de la cual la madre la ayuda a desembarazarse.

## Conservación
Está incluida en CITES en el apéndice I. Son dos las principales causas que generan su retroceso poblacional. El primero es su captura para utilizar su cuero en la industria marroquinera, gracias a que su piel posee además de atractivos diseños, escamas pequeñas, por lo que la hace muy comercial. La otra gran amenaza es la reconversión de su hábitat para destinarlo a cultivos.